# Winchester (Tennessee)
Winchester è una città degli Stati Uniti, capoluogo della contea di Franklin nello Stato del Tennessee.
È conosciuta per essere stata la città natale dell'avvocato e uomo politico Reuben Davis e dell'attrice e cantante Dinah Shore.
Secondo il censimento del 2000 conta 7.329 abitanti (saliti a 7.837, secondo le stime al 2007).
Nel 2001 è stata una delle città sede della lega professionistica di baseball All-American Association: la squadra locale era lo Tennessee T's (campo sportivo: Loel E. Bennett Stadium, capace di 10.343 spettatori; manager: Jay Hemond).